# Muaná
Muaná is een gemeente in de Braziliaanse deelstaat Pará. De plaats ligt op het eiland Marajó. De gemeente telt 30.568 inwoners (schatting 2009).

## Aangrenzende gemeenten
De gemeente grenst op het eiland Marajó aan Anajás, Ponta de Pedras en São Sebastião da Boa Vista.
Over het water bij de monding van de rivieren de Pará en Tocantins in de baai Baía de Marajó grenst de gemeente aan Abaetetuba, Igarapé-Miri en Limoeiro do Ajuru.